# Januar 2024
Portal Geschichte | Portal Biografien | Aktuelle Ereignisse | Jahreskalender | Tagesartikel

◄ |
20. Jahrhundert |
21. Jahrhundert

◄ |
1990er |
2000er |
2010er |
2020er
| 2030er | 2040er

◄ |
2020 |
2021 |
2022 |
2023 |
2024
| 2025 | 2026 | 2027 | 2028 | ►

◄ |
Oktober 2023 |
November 2023 |
Dezember 2023 |
Januar 2024 |
Februar 2024 |
März 2024 |
April 2024 |
►
Dieser Artikel behandelt tagesbezogene Nachrichten und Ereignisse im Januar 2024. Eine Artikelübersicht zu thematischen „Dauerbrennern“ und zu länger andauernden Veranstaltungen findet sich auf der Seite zu den laufenden Ereignissen.
Laut der NOAA war der Januar 2024 der global wärmste Januar seit Temperaturaufzeichnungsbeginn im Jahr 1850.

## Tagesgeschehen

### Montag, 1. Januar 2024
- International: Die BRICS-Staatenvereinigung erweitert sich um Ägypten, Äthiopien, Iran, Saudi-Arabien und die Vereinigten Arabischen Emirate
- Bern/Schweiz: Viola Amherd übernimmt turnusgemäß das Amt der schweizerischen Bundespräsidentin
- EU: Belgien übernimmt im 1. Halbjahr 2024 den Vorsitz im Rat der Europäischen Union.

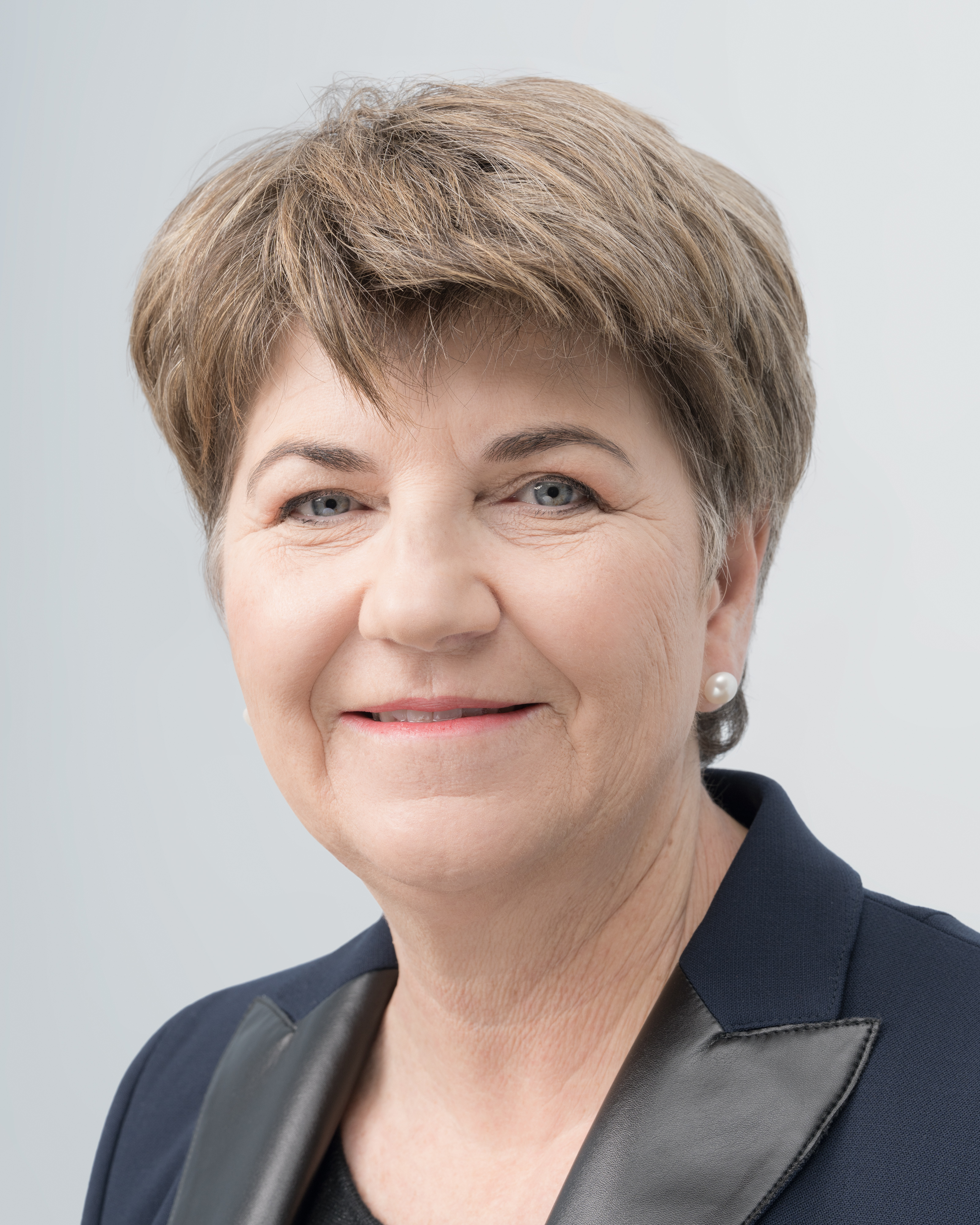
Die schweizerische Bundesrätin und Bundespräsidentin 2024: Viola Amherd

- Die schweizerische Bundesrätin und Bundespräsidentin 2024: Viola AmherdFrankfurt am Main/Deutschland: Beim DFB tritt Nia Künzer den neu geschaffenen Posten als Direktorin für den Frauenfußball an.
- Deutschland: DB Netz und DB Station&Service werden zu DB InfraGO.
- Deutschland: Die Altersgrenze für eine Rente ohne Abzüge steigt auf 66 Jahre.[2]
- Österreich: Die Altersgrenze für eine Pension ohne Abzüge bei Frauen steigt von 60 auf 60,5 Jahre. Bis Ende 2033 wird das Pensionsalter damit schrittweise auf das der Männer (65) angehoben.
- Rom/Italien: Italien übernimmt von Japan den G7-Vorsitz.
- Wien/Österreich: Malta folgt auf Nordmazedonien im Vorsitz der OSZE.
- Wien/Österreich: Neujahrskonzert der Wiener Philharmoniker 2024
- Suzu, Japan: Bei der Noto-Halbinsel ereignete sich ein Beben der Stärke 7,6 mit mindestens 48 Todesopfern.[3] Für Japan wurde eine Tsunami-Warnung ausgerufen.[4][5]
- Jerusalem/Israel: Der Oberste Gerichtshof Israels erklärte gewichtige Teile der im vorherigen Jahr beschlossenen Justizreform für verfassungswidrig.
- N’Djamena/Tschad: Der Ökonom und Oppositionspolitiker Succès Masra wurde nach der Annahme einer neuen Verfassung zum neuen Premierminister einer Übergangsregierung ernannt.[6]

### Dienstag, 2. Januar 2024
- Flughafen Tokio-Haneda/Japan: Ein Passagierflugzeug der Japan Airlines kollidierte mit einem Flugzeug der Japanische Küstenwache. Die Passagiermaschine geriet in Vollbrand, alle 379 Passagiere und Besatzungsmitglieder konnten gerettet werden, jedoch starben fünf der sechs Personen aus der anderen Maschine.[7][8][9][10] Siehe Flugzeugkollision von Tokio-Haneda 2024.
- Busan/Südkorea: Ein Attentat auf den Politiker Lee Jae-myung scheitert.[11]

### Mittwoch, 3. Januar 2024
- London/Vereinigtes Königreich: Finale der PDC World Darts Championship 2024
- Kerman/Iran: Im Rahmen einer Gedenkveranstaltung für den vier Jahre zuvor von den USA getöteten General Qasem Soleimani wurden zwei Bombenanschläge verübt, bei denen 91 Menschen starben.
- Majuro/Marshallinseln: Hilda Heine ist erneut Präsidentin des Landes.

### Samstag, 6. Januar 2024
- Bischofshofen/Österreich: Abschluss der Vierschanzentournee

### Sonntag, 7. Januar 2024
- Bangladesch: Bei der Parlamentswahl in Bangladesch 2024 gewinnt die regierende Awami-Liga die große Mehrheit der Parlamentssitze. Die Wahl wird von westlichen Staaten als nicht frei und fair kritisiert.
- Beverly Hills/Vereinigte Staaten: 81. Golden-Globe-Verleihung
- Sydney/Australien: Finale des United Cups

### Montag, 8. Januar 2024
- Bellinzona/Schweiz: Beginn der mehrwöchigen Verhandlung am Bundesstrafgericht gegen den früheren Innenminister Gambias Ousman Sonko.
- Beginn der Aktionswoche des Deutschen Bauernverbands gegen Mehrbelastungen bei Agrardiesel und Kfz-Steuer
- Wien/Österreich: Die Gletscherforscherin Andrea Fischer wird vom Klub der Bildungs- und Wissenschaftsjournalisten zur österreichischen Wissenschafterin des Jahres 2023 gewählt[12]
- Paris/Frankreich: Die französische Premierministerin Élisabeth Borne tritt zurück.
- Ecuador: Staatspräsident Daniel Noboa verhängt einen Ausnahmezustand über das Land, nachdem sich kriminelle Banden, die insgeheim die Gefängnisse des Landes kontrollieren, der Staatsgewalt widersetzten, einen Gangsterboss befreiten und Aufseher als Geiseln genommen hatten.[13] Siehe Ecuador-Konflikt 2024
- International: Der erstmalige Start der Vulcan-Centaur der United Launch Alliance gelingt. Die beabsichtigte erstmalige Mondlandung (Peregrine Mission One) der unbemannten Peregrine schlägt fehl.
- Berlin/Deutschland: Die Partei Bündnis Sahra Wagenknecht – Vernunft und Gerechtigkeit konstituiert sich.

### Dienstag, 9. Januar 2024
- Paris/Frankreich: Gabriel Attal wurde zum neuen Premierminister von Frankreich ernannt. Damit ist der 34-jährige der jüngste und erste offen homosexuelle Premierminister des Landes.[14]

### Mittwoch, 10. Januar 2024
- Düsseldorf/Deutschland: Beginn der Handball-Europameisterschaft der Männer 2024
- Apeldoorn/Niederlande: Beginn der Bahnradsport-Europameisterschaften 2024
- San Francisco/Vereinigte Staaten: OpenAI stellt mit dem GPTStore den ersten Marktplatz für KI-Apps bereit.[15][16]

### Donnerstag, 11. Januar 2024
- Bern/Schweiz: Verleihung des Watt d’Or 2024.[17]

### Freitag, 12. Januar 2024
- Jemen: USA, Großbritannien und mehrere Verbündete haben Stellungen der Huthi angegriffen.[18]
- Katar: Die Fußball-Asienmeisterschaft 2024 beginnt.

### Samstag, 13. Januar 2024
- Republik China (Taiwan): Wahl des Präsidenten und des Legislativ-Yuans
- Elfenbeinküste: Beginn des Afrika-Cups 2024

### Sonntag, 14. Januar 2024

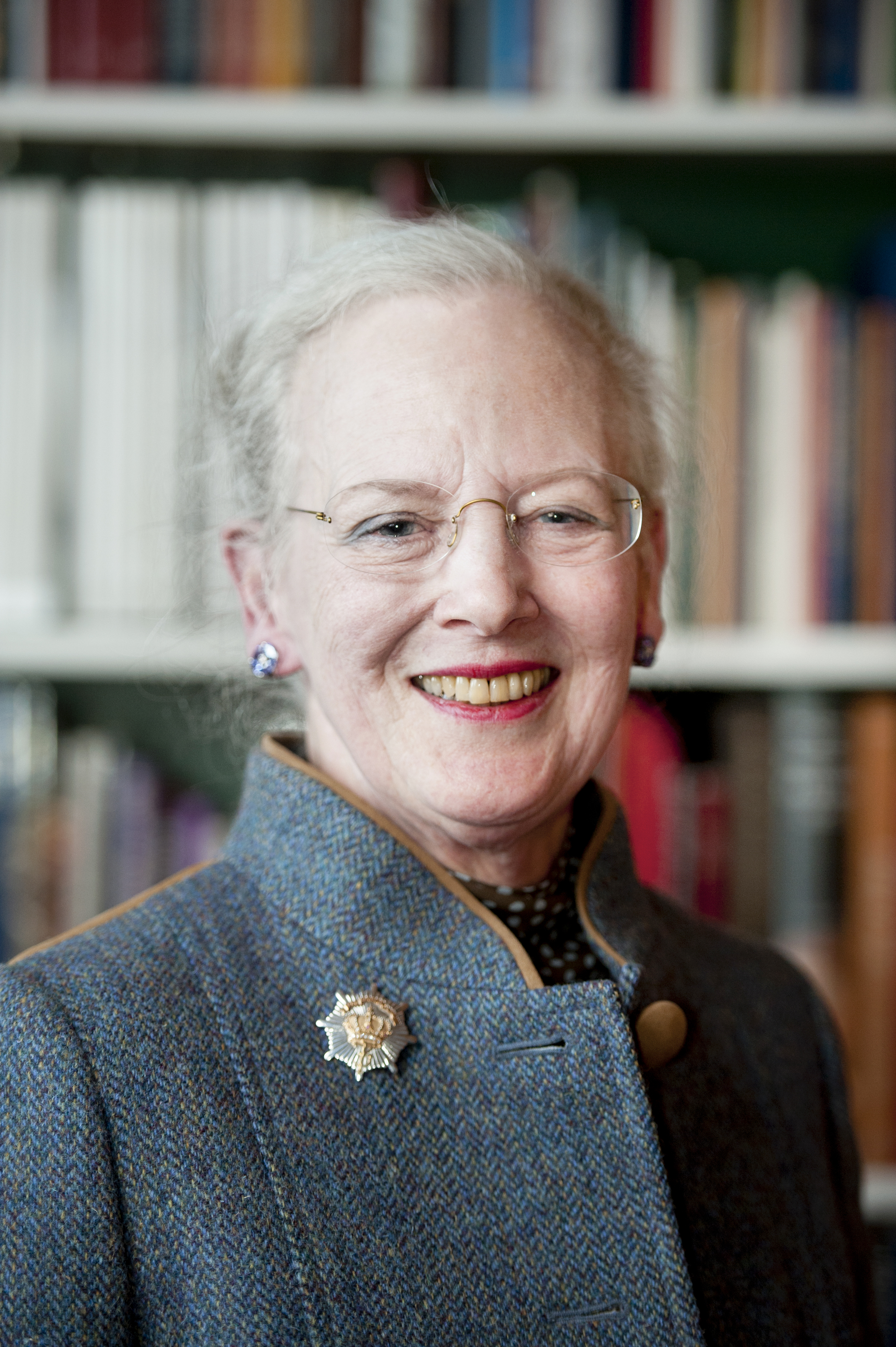
Königin Margrethe II.

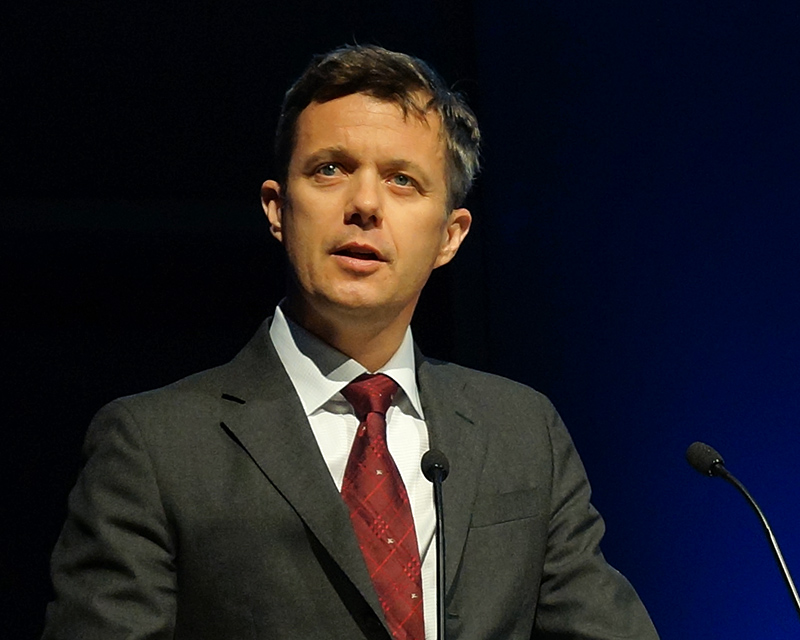
Der dänische Kronprinz Frederik

- Der dänische Kronprinz FrederikKopenhagen/Dänemark: Königin Margrethe II. tritt als Königin zurück. Ihr ältester Sohn Kronprinz Frederik von Dänemark wird als Frederik X. neuer König.[19]
- Melbourne/Australien: Beginn der Australian Open 2024
- Los Angeles/Vereinigte Staaten: Critics’ Choice Television Awards 2024
- Apeldoorn/Niederlande: Ende der Bahnradsport-Europameisterschaften
- Moroni/Komoren: Präsidentschaftswahl auf den Komoren

### Montag, 15. Januar 2024
- Vereinigte Staaten: 75. Emmy-Verleihung
- Vereinigte Staaten: Die Vorwahlen der Republikaner zur Präsidentschaftswahl in den Vereinigten Staaten 2024 beginnen mit dem Caucus in Iowa.
- Davos/Schweiz: Beginn des 54. Jahrestreffens des Weltwirtschaftsforums (WEF) unter dem Motto «Rebuilding Trust» (bis 19. Januar).

### Donnerstag, 18. Januar 2024
- Vereinigte Staaten: Sundance Film Festival 2024 (Eröffnung)
- Wiesbaden/Deutschland: Wiederwahl von Boris Rhein (CDU) als Hessischer Ministerpräsident sowie Vereidigung des Kabinetts Rhein II.[20]

### Freitag, 19. Januar 2024
- Deutschland: In einigen Städten Deutschlands finden relativ große Demonstrationen gegen Rechtsextremismus statt.
- Gangwon/Südkorea: Beginn der Olympischen Jugend-Winterspiele 2024
- München/Deutschland: Beim 45. Bayerischen Filmpreis werden Hannah Herzsprung und Stefan Gorski als beste Darsteller ausgezeichnet, Veronica Ferres erhält den Preis des Ministerpräsidenten.[21]
- Yanbu, Saudi-Arabien: Die Rallye Dakar 2024 endet mit einem Sieg von Carlos Sainz im Audi RS Q e-tron.

### Samstag, 20. Januar 2024
- Deutschland: In einigen Städten Deutschlands finden relativ große Demonstrationen gegen Rechtsextremismus statt. Es waren die größten Massendemos seit Jahrzehnten in Deutschland.[22][23]

### Sonntag, 21. Januar 2024
- Deutschland: In einigen Städten Deutschlands finden relativ große Demonstrationen gegen Rechtsextremismus statt. Es waren die größten Massendemos seit Jahrzehnten in Deutschland.[22][23]
- Europa: Beginn der NATO-Übung Steadfast Defender 2024, der größten Übung der NATO seit Ende des Kalten Krieges.

### Montag, 22. Januar 2024
- Saarbrücken/Deutschland: Eröffnung des 45. Filmfestivals Max Ophüls Preis
- Liberia: Joseph Boakai wird als Staatspräsident von Liberia vereidigt

### Dienstag, 23. Januar 2024
- Vereinigte Staaten: Vorwahlen zur Präsidentschaftswahl in den Vereinigten Staaten 2024 in New Hampshire. Es sind dies die ersten Vorwahlen der Demokraten, für die Republikaner die zweiten Vorwahlen.

### Mittwoch, 24. Januar 2024
- Gießen/Deutschland: Die Archäologin Katharina Lorenz ist zur Präsidentin der Justus-Liebig-Universität Gießen gewählt worden. Sie ist die erste Frau an der Spitze der über 400 Jahre alten Universität.[24]

### Donnerstag, 25. Januar 2024
- International: Beginn der Rallye-Weltmeisterschaft 2024

- Kyōto/Japan: Im Gerichtsprozess um den Brandanschlag auf das Animationsstudio Kyōto Animation ist der Täter vom Präfekturgericht Kyōto zum Tode verurteilt worden.[25][26]

### Freitag, 26. Januar 2024

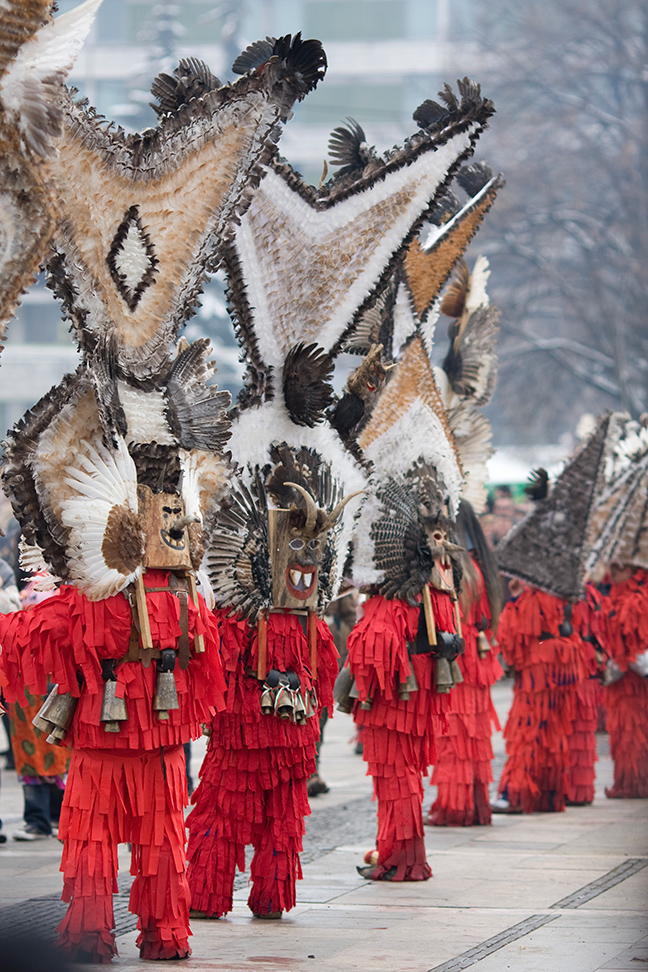
„Kukeri“ auf dem Surva-Festival in Pernik

- Deutschland: Beginn der Rennrodel-Weltmeisterschaften 2024
- Österreich: Beginn der Skiflug-Weltmeisterschaft 2024
- Österreich: 40.000 Menschen protestieren in mehreren Österreichischen Städten gegen Rechtsextremismus, hauptsächlich gegen die FPÖ.[27]
- Den Haag/Niederlande: Der Internationale Gerichtshof fordert Israel dazu auf, einen Völkermord im Gazastreifen zu verhindern sowie den Zugang zu humanitärer Hilfe für die palästinensische Bevölkerung sicherzustellen. Dem Eilantrag Südafrikas zur sofortigen Einstellung aller Kampfhandlungen wird damit nicht stattgegeben.[28]
- Funafuti/Tuvalu: Parlamentswahl in Tuvalu
- Pernik/Bulgarien: Beginn des Surwa-Festivals

### Samstag, 27. Januar 2024
- Berlin/Deutschland: Erster Parteitag der Partei Bündnis Sahra Wagenknecht – Vernunft und Gerechtigkeit.

### Sonntag, 28. Januar 2024
- Köln/Deutschland: Frankreich gewinnt die Handball-Europameisterschaft der Männer 2024
- Budapest/Ungarn: Ende der Eiskunstlauf-Europameisterschaften 2024
- Deutschland: Ende der Rennrodel-Weltmeisterschaften 2024
- Österreich: Ende der Skiflug-Weltmeisterschaft 2024
- Melbourne/Australien: Ende der Australian Open 2024
- Helsinki/Finnland: Präsidentschaftswahl in Finnland
- Skopje/Nordmazedonien: Vereidigung von Talat Xhaferi, Erster albanisch-stämmiger Ministerpräsident des Landes

### Mittwoch, 31. Januar 2024
- Malaysia: Ibrahim Ismail von Johor besteigt als Yang di-Pertuan Agong den Thron von Malaysia.

## Sonstiges
Der Januar 2024 war laut Daten des EU-Klimadienstes Copernicus weltweit der wärmste Januar seit Beginn der Aufzeichnungen.
Auch die globale Durchschnittstemperatur der zwölf Monate von Februar 2023 bis Januar 2024 war so hoch wie nie zuvor. Sie war 0,64 Grad höher als die im Referenzzeitraum von 1991 bis 2020 (siehe auch globale Erwärmung).